# 新楚軍
新楚軍為馬關條約後，積極抗日的軍隊。統領為楊載雲，因乙未戰爭而併入義軍，1895年八卦山戰役後崩潰瓦解。

## 編制
新楚軍共有六營，約三千人，旗下各營為：
1. 新楚軍右營：李惟義[1]
2. 左營：廖清軒
3. 勁勇前營：蔣為先
4. 勁勇副前營：梁國楨
5. 勁勇炮隊營：楊孝思
6. 勁勇衛隊營：梁鵬翊